# Scaritinae
De Scaritinae zijn een onderfamilie van de familie loopkevers (Carabidae). De wetenschappelijke naam is voor het eerst geldig gepubliceerd in 1810 door Franco Andrea Bonelli. In Europa komen 226 soorten en ondersoorten voor. Deze onderfamilie bestaat uit kleine tot zeer grote soorten, evenwel steeds met een sterke vernauwing tussen pro- en mesothorax.

## Tribus en subtribus
- Tribus Carenini MacLeay, 1887
- Tribus Clivinini Rafinesque, 1815
  - Subtribus Ardistomina Putzeys, 1867
  - Subtribus Clivinina Rafinesque, 1815
  - Subtribus Forcipatorina Bänninger, 1938
- Tribus Dalyatini Mateu, 2002
- Tribus Dyschiriini Kolbe, 1880
- Tribus Palaeoaxinidiini McKay, 1991  †
- Tribus Pasimachini Putzeys, 1867
- Tribus Promecognathini LeConte, 1853
- Tribus Salcediini Alluaud, 1930 (1929)
  - Subtribus Androzelmina Bell, 1998
  - Subtribus Salcediina Alluaud, 1930 (1929)
  - Subtribus Solenogenyina Bell, 1998
- Tribus Scaritini Bonelli, 1810
  - Subtribus Acanthoscelina Csiki, 1927
  - Subtribus Corintascarina Basilewsky, 1973
  - Subtribus Dyscherina Basilewsky, 1973
  - Subtribus Ochyropina Basilewsky, 1973
  - Subtribus Oxylobina Andrewes, 1929
  - Subtribus Scapterina Putzeys, 1867
  - Subtribus Scaritina Bonelli, 1810
  - Subtribus Storthodontina Jeannel, 1946